# Копорская свита
Копорская свита, также известная как диктионемовый сланец, — свита (местное стратиграфическое подразделение), распространённая в Эстонии и Ленинградской области, датируется тремадокским ярусом ордовика.
Копорская свита сложена диктионемовым сланцем — аргиллитоподобной тонкоплитчатой глинистой породой буровато-коричневого, почти чёрного цвета с мелкими кристаллами гипса, ангидрита, марказита и пирита, а также остатками граптолитов Dictyonema flabelliforme. Характерно высокое содержание органического материала, достигающее 15—20 %. Встречаются линзы серого мелкозернистого песка с фрагментами раковин брахиопод Obolus.
Характерные особенности этой породы прослеживаются на значительном протяжении и выделяют её на фоне окружающих отложений, что позволяет использовать копорскую свиту в качестве маркирующего горизонта.
Мощность (толщина) копорской свиты составляет от 0,1 до 4 м (на территории Ижорской возвышенности всего лишь 0,1—0,2 м).